# Sérgio Ricardo (futebolista)
Sérgio Ricardo Messias Neves, mais conhecido apenas como Sérgio Ricardo, Serginho das Arábias ou simplesmente Serginho (Salvador, 25 de maio de 1974), é um ex-futebolista brasileiro, que atuava como atacante. Atualmente, atua no setor de showbol do Fluminense.

## Carreira
Após se destacar no Fluminense de Feira da Bahia, Serginho despertou o interesse do Corinthians, que contratou o atacante. Depois, Serginho passou por Vasco da Gama, Vitória e Botafogo.
Logo, o interesse pelo futebol do jovem partiu de clubes árabes e europeus, e Serginho rodou o mundo, passando por Turquia, Emirados Árabes Unidos, Arábia Saudita, Qatar e Kuwait.
Serginho foi jogar no Fenerbahçe na temporada 1998-99, sendo emprestado ao também turco Sakaryaspor. Na temporada 1999-00, foi novamente emprestado, desta vez para o Al-Ittihad. Ganhou a Copa dos Campeões da Arábia com o time e, após isso, foi emprestado para alguns clubes do Qatar, inclusive o Al-Ahli.

## Vida pessoal
Serginho converteu-se ao islamismo em 2019.